# Ericus Magni Hultherus
Ericus Magni Hultherus, född i Norra Vi socken, död 9 april 1657 i Malexanders socken, var en svensk präst i Malexanders församling.

## Biografi
Ericus Magni Hultherus föddes i Hult i Norra Vi socken. Han prästvigdes 2 augusti 1622 och blev krigspräst. Hultherus blev 23 mars 1636 kyrkoherde i Malexanders församling. Han fick av drottning Kristina halva kronohemmanet Sanden i Malexanders socken. Hultherus avled 9 april 1657 i Malexanders socken.
Hultherus gifte sig med Anna Nilsdotter (död 1656). Hon var dotter till kyrkoherden Nicolaus Petri och Kerstin i Malexanders socken. De fick tillsammans barnen Magnus (död 1633), Pehr, Samuel och Magnus (född 1641). Barnen antog efternamnet Sandelius.